# Sporting Club d’Escaldes
Sporting Club d’Escaldes – andorski klub piłkarski, mający siedzibę w mieście Les Escaldes, na południu kraju. Obecnie występuje w Segona Divisió.

## Historia
Chronologia nazw:
- 1977: Sporting Engordany
- 1998: Sporting Club d’Escaldes
- 2008: klub rozwiązano
- 2018: Sporting Club d’Escaldes

Klub piłkarski Sporting Engordany został założony w miejscowości Les Escaldes w 1977 roku. Zespół startował w Lliga andorrana w sezonie 1995/96, które po raz pierwszy odbyły się pod patronatem UEFA. Sezon debiutowy zakończył na 6.miejscu. W 1998 zmienił nazwę na Sporting Club d’Escaldes. Sezon 2002/03 zakończył z zerowym dorobkiem w Primera Divisió i został zdegradowany do Segona Divisió. W sezonie 2007/08 zajął przedostatnią 8.pozycję. Jednak nie przystąpił do rozgrywek w kolejnym sezonie i został rozwiązany.
W 2018 klub został reaktywowany z nazwą Sporting Club d’Escaldes i startował w sezonie 2018/19 w Segona Divisió.

## Barwy klubowe, strój
| Żółty | Niebieski |

Klub ma barwy żółto-niebieskie. Zawodnicy domowe spotkania zazwyczaj grają w żółtych koszulkach, niebieskich spodenkach oraz niebieskich getrach.

## Sukcesy

### Trofea międzynarodowe
Nie uczestniczył w rozgrywkach europejskich (stan na 31-05-2019).

### Trofea krajowe
| \| \| Zdobyte trofea w rozgrywkach Andory (stan na: 31-05-2019) \| |                                                           |      |                  |
| Rozgrywki                                                          | Osiągnięcie                                               | Razy | Sezon(y)         |
| Mistrzostwo                                                        | I miejsce                                                 | 0    |                  |
| Mistrzostwo                                                        | II miejsce                                                | 0    |                  |
| Mistrzostwo                                                        | III miejsce                                               | 0    |                  |
| Mistrzostwo                                                        | 5.miejsce                                                 | 1    | 1997/98          |
| Puchar                                                             | zdobywca                                                  | 0    |                  |
| Puchar                                                             | finalista                                                 | 0    |                  |
| Puchar                                                             | ćwierćfinalista                                           | 1    | 2001/02          |
| II liga                                                            | I miejsce                                                 | 0    |                  |
| II liga                                                            | II miejsce                                                | 0    |                  |
| II liga                                                            | III miejsce                                               | 0    |                  |
| II liga                                                            | 5.miejsce                                                 | 2    | 2004/05, 2005/06 |
| Andora                                                             | Zdobyte trofea w rozgrywkach Andory (stan na: 31-05-2019) |      |                  |

## Poszczególne sezony

### Rozgrywki międzynarodowe

#### Europejskie puchary
Nie uczestniczył w rozgrywkach europejskich.

### Rozgrywki krajowe
| \| Andora \| Bilans występów klubu w rozgrywkach piłkarskich Andory (Stan na 31 maja 2019 r.) \| \| |                                                                                  |        |       |   |   |   |    |    |     |           |        |        |      |
| Poziom                                                                                              | Rozgrywki                                                                        | Sezony | Mecze | Z | R | P | B+ | B– | Pkt | Lata      | Awanse | Spadki | Naj. |
| I                                                                                                   | Lliga andorrana                                                                  | 8      |       |   |   |   |    |    |     | 1995–2003 | 0      | 1      | 5    |
| II                                                                                                  | Segona Divisió                                                                   | 6      |       |   |   |   |    |    |     |           | 0      | 0      | 5    |
| | Puchar Andory                                                                    | ?      |       |   |   |   |    |    |     | od 199?   |        |        | 1/4  |
| Andora                                                                                              | Bilans występów klubu w rozgrywkach piłkarskich Andory (Stan na 31 maja 2019 r.) |        |       |   |   |   |    |    |     |           |        |        |      |

## Struktura klubu

### Stadion
Klub piłkarski rozgrywa swoje mecze domowe na stadionie miejskim w Andorze, który może pomieścić 1800 widzów oraz na stadionie miejskim w Aixovall o pojemności 899 widzów.

### Inne sekcje
Klub prowadzi drużyny dla dzieci i młodzieży w każdym wieku. Również istnieje sekcja futsalu dla kobiet.

## Kibice i rywalizacja z innymi klubami

### Derby
- Atlètic Club d’Escaldes
- Gimnastic Valira
- Inter Club d’Escaldes
- Spordany Juvenil